# Kari Ørbech
Kari Ørbech (egentligen Kari Ørbech Åse), född 5 januari 1902, död 15 april 1997, var en norsk ungdomsboksförfattare från Årdal.
Hon debuterade 1936 med Den forjettede by, och skrev totalt 17 böcker. Sitt genombrott fick hon med sin nästa bok Hun som fikk navnet Loretta (1952), som hon fick Kultur- och kyrkodepartementets priser för barn- och ungdomslitteratur och Dammpriset för. Hon vann departementets pris igen 1973 och 1974, med Alt kan hende Peder och Stormdagen. Ørbech skrev både på bokmål och nynorska, och några av hennes böcker har blivit utgivna på båda målen. Tre av böckerna är översatta till svenska, och en till ryska.
Ørbechs författarskap präglas av social och psykologisk realism, etiskt allvar och vilja till att dryfta problem. Hon skildrar ungdomskriminalitet i Redningen (1967), tonåringsgraviditet i Liv og Lars (1971) och en 16 årings intryck av föräldrarnas skilsmässa i Det kan ikke være sant (1956). Hennes huvudpersoner väljer ofta lösningar som innebär brott mot traditionella uppfattningar i deras hemmiljö.